# Adrienne Kroell
Adrienne Kroell (Chicago, luglio 1892 – Evanston, 2 ottobre 1949) è stata un'attrice statunitense del cinema muto.

## Biografia
Nata nel 1892 a Chicago, Adrienne Kroell crebbe a St. Louis, nel Missouri, studiando alla Yeatman High School. Il suo fisico atletico la portò a frequentare le attività sportive della scuola. Vinse anche un concorso di bellezza e iniziò a recitare per il teatro, in compagnie di giro.
Arrivò al cinema nel 1909, lavorando per la Selig Polyscope Company, una società di produzione di Chicago, sua città natale. A 17 anni, girò il suo primo film, The Cowboy Millionaire, un western che aveva tra gli interpreti anche un altro debuttante, Tom Mix, quello che in seguito sarebbe diventato uno dei più famosi cowboy dello schermo.
Nel 1915, pare fosse rimasta coinvolta in un incidente ferroviario che le provocò gravi danni, tanto da impedirle di recitare. Dopo due anni di assenza dal set, ritornò a girare un paio di film nel 1917, per poi ritirarsi definitivamente, colpita da artrite reumatoide.
Morì, senza essersi mai sposata, allo Sturgis Convelescent Home a Evanston, nell'Illinois, il 2 ottobre 1949 a 57 anni. Fu sepolta al Rosehill Cemetery and Mausoleum di Chicago.
Nella sua carriera, che durò dal 1909 al 1917, girò circa una novantina di pellicole.

## Galleria d'immagini

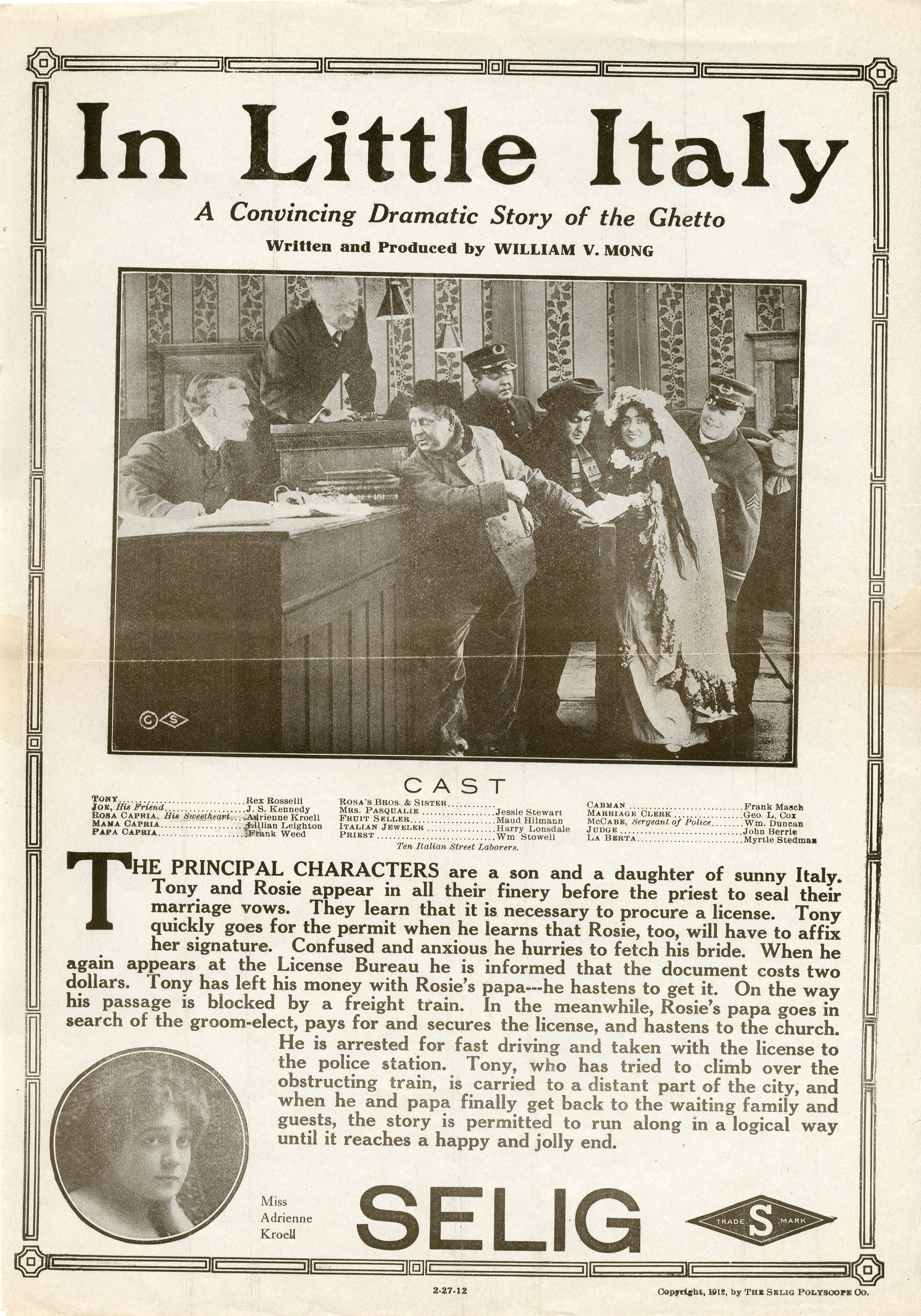
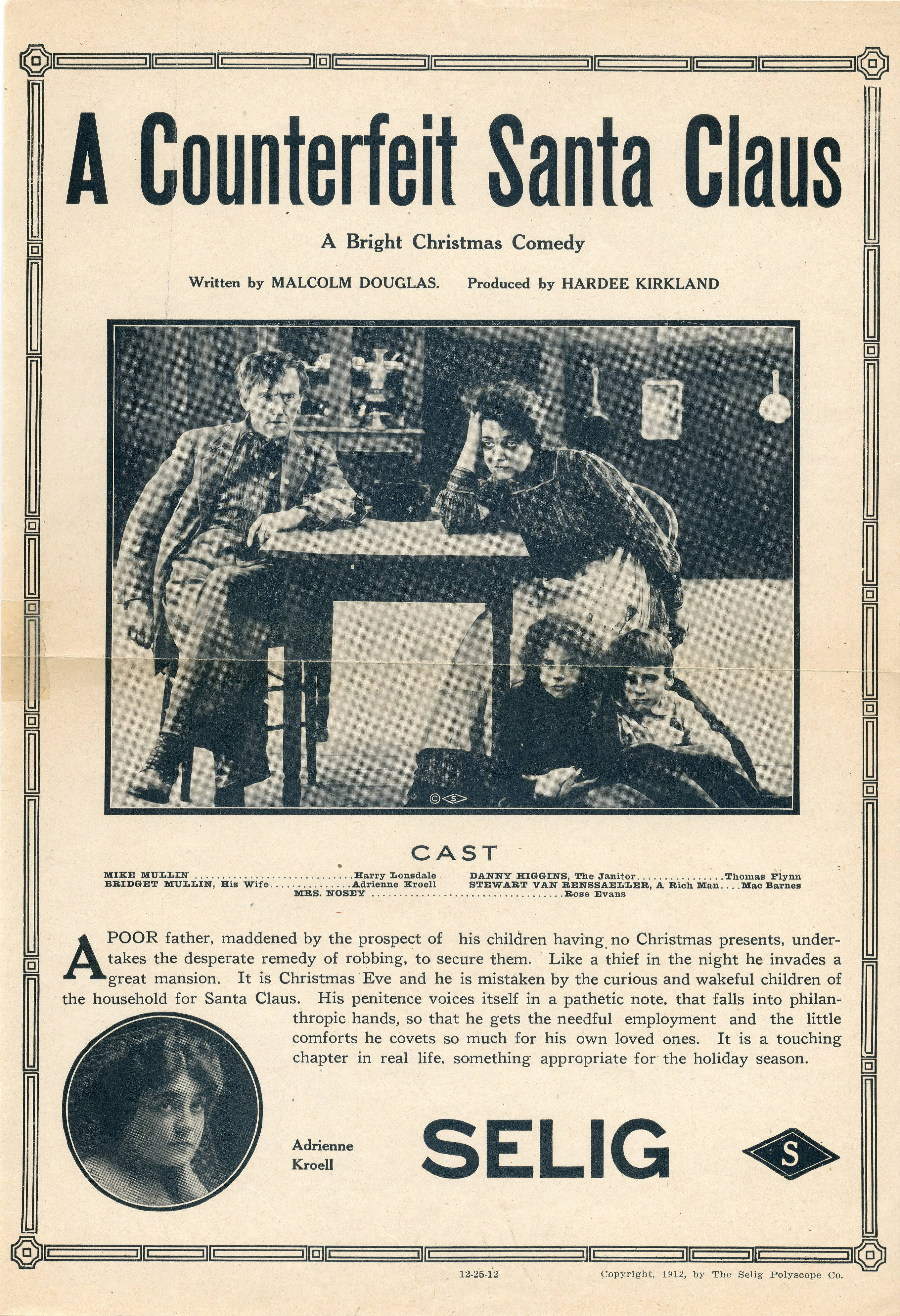
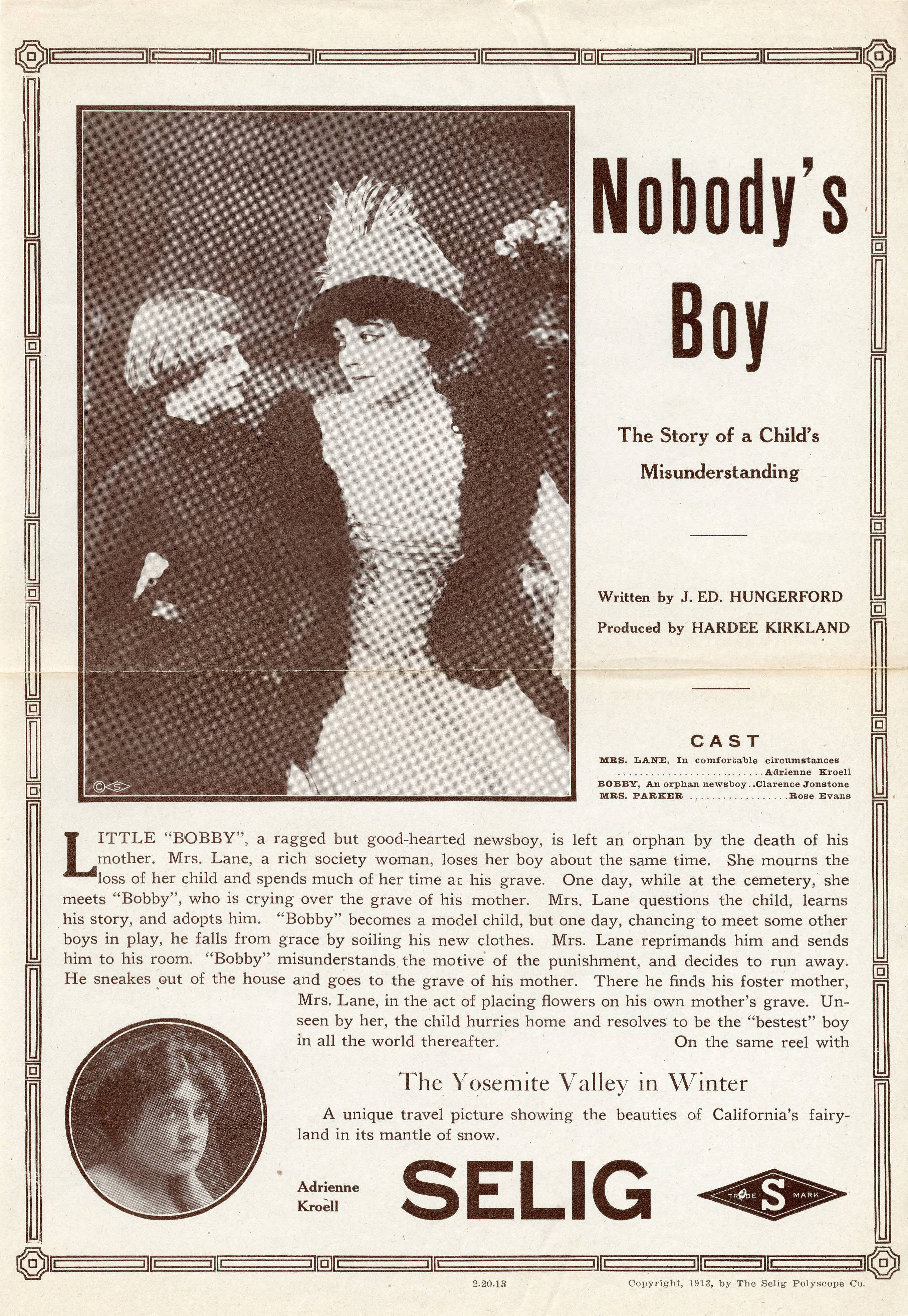
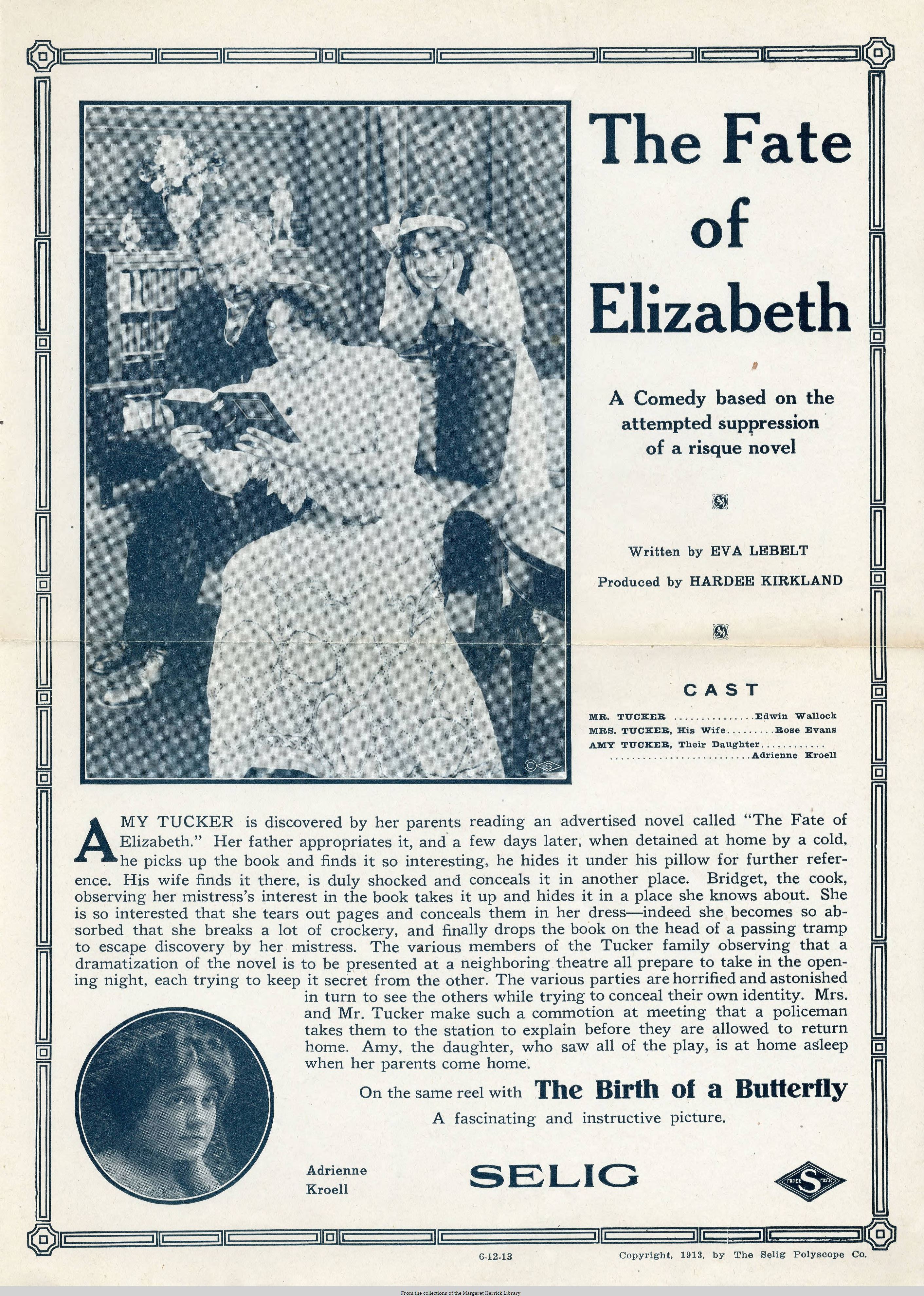

## Filmografia
- The Cowboy Millionaire, regia di Francis Boggs e Otis Turner – cortometraggio (1909)
- The Adventuress, regia di Tom Ricketts – cortometraggio (1910)
- A Touching Affair, regia di Sam Morris – cortometraggio (1910)
- The Rummage Sale, regia di Sam Morris – cortometraggio (1910)
- Her Husband's Deception, regia di Sam Morris – cortometraggio (1910)
- Girlies, regia di Sam Morris – cortometraggio (1910)
- The Genius – cortometraggio (1911)
- A Pittsburgh Millionaire, regia di Horace Vinton – cortometraggio (1911) )
- Too Much Aunt – cortometraggio (1911)
- Strategy, regia di Allan Dwan – cortometraggio (1911)
- The Rich and the Poor – cortometraggio (1911)
- The Harem Skirt, regia di Sam Morris – cortometraggio (1911)
- A Novel Experiment, regia di Joseph A. Golden – cortometraggio (1911)
- Montana Anna, regia di Joseph A. Golden – cortometraggio (1911)
- The Visiting Nurse, regia di Joseph A. Golden – cortometraggio (1911)
- The Two Orphans, regia di Francis Boggs e di Otis Turner – cortometraggio (1911)
- A Summer Adventure, regia di William V. Mong – cortometraggio (1911)
- Maud Muller, regia di Otis Turner – cortometraggio (1911)
- How They Stopped the Run on the Bank, regia di Otis Turner – cortometraggio (1911)
- His Better Self, regia di Otis Turner – cortometraggio (1911)
- The Inner Mind, regia di Otis Turner – cortometraggio (1911)
- His First Long Trousers, regia di Colin Campbell – cortometraggio (1911)
- Brown of Harvard, regia di Colin Campbell – cortometraggio (1911)
- Paid Back, regia di Colin Campbell – cortometraggio (1911)
- Busy Day at the Selig General Office - documentario, cortometraggio (1911)
- Cinderella, regia di Colin Campbell – cortometraggio (1912)
- Two Old Pals, regia di William V. Mong – cortometraggio (1912)
- The Girl He Left Behind, regia di Otis Thayer – cortometraggio (1912)
- The Widow of Rickie O'Neal, regia di O.B. Thayer (Otis Thayer) – cortometraggio (1912)
- The Horseshoe, regia di Otis Thayer – cortometraggio (1912)
- The Hypnotic Detective, regia di Colin Campbell – cortometraggio (1912)
- In Little Italy, regia di William V. Mong – cortometraggio (1912)
- The Other Woman, regia di George L. Cox – cortometraggio (1912)
- The Law of the North, regia di Frank Beal e George L. Cox – cortometraggio (1912)
- According to Law, regia di Otis Thayer – cortometraggio (1912)
- The Vagabonds, regia di Otis Thayer – cortometraggio (1912)
- A Citizen in the Making, regia di Otis Thayer – cortometraggio (1912)
- The Adopted Son, regia di Otis Thayer – cortometraggio (1912)
- Murray the Masher, regia di Otis Thayer – cortometraggio (1912)
- The Last Dance, regia di Oscar Eagle – cortometraggio (1912)
- Under Suspicion, regia di Oscar Eagle – cortometraggio (1912)
- A Mail Order Hypnotist, regia di Chauncy D. Herbert – cortometraggio (1912)
- The Miller of Burgundy, regia di Oscar Eagle – cortometraggio (1912)
- An Unexpected Fortune, regia di Otis Thayer – cortometraggio (1912)
- Two Gay Dogs, regia di Chauncy D. Herbert – cortometraggio (1912)
- The Laird's Daughter, regia di Richard Garrick – cortometraggio (1912)
- Into the Genuine, regia di Lem B. Parker – cortometraggio (1912)
- The Borrowed Umbrella, regia di Chauncy D. Herbert – cortometraggio (1912)
- The Golden Cloud, regia di Hardee Kirkland – cortometraggio (1913)
- Subterfuge, regia di Chauncy D. Herbert (1912)

- Her Bitter Lesson, regia di Hardee Kirkland – cortometraggio (1912)
- The Voice of Warning, regia di Hardee Kirkland – cortometraggio (1912)
- A Man Among Men, regia di Hardee Kirkland – cortometraggio (1912)
- The Fire Fighter's Love, regia di Oscar Eagle – cortometraggio (1912)
- The Fire Cop, regia di Hardee Kirkland (1912) – cortometraggio (1912)
- A Counterfeit Santa Claus, regia di Hardee Kirkland – cortometraggio (1912)
- Prompted by Jealousy, regia di Hardee Kirkland – cortometraggio (1913)
- The Clue, regia di Hardee Kirkland – cortometraggio (1913)
- The Empty Studio, regia di Hardee Kirkland – cortometraggio (1913)
- The Millionaire Cowboy – cortometraggio (1913)
- Don't Let Mother Know; or, The Bliss of Ignorance, regia di Hardee Kirkland – cortometraggio (1913)
- The Pink Opera Cloak, regia di Hardee Kirkland – cortometraggio (1913)
- Nobody's Boy – cortometraggio (1913)
- The Food Chopper War, regia di Lorimer Johnston – cortometraggio (1913)
- A Lucky Mistake, regia di Lorimer Johnston – cortometraggio (1913)
- A Change of Administration, regia di Hardee Kirkland – cortometraggio (1913)
- Tommy's Atonement, regia di Hardee Kirkland – cortometraggio (1913)
- The Ex-Convict's Plunge, regia di Hardee Kirkland – cortometraggio (1913)
- The Fate of Elizabeth, regia di Hardee Kirkland – cortometraggio (1913)
- Papa's Dream, regia di Charles H. France – cortometraggio (1913)
- The Stolen Face, regia di Oscar Eagle – cortometraggio (1913)
- Henrietta's Hair, regia di Charles H. France – cortometraggio (1913)
- Through Another Man's Eyes, regia di Hardee Kirkland – cortometraggio (1913)
- The Water Rat, regia di Oscar Eagle – cortometraggio (1913)
- The Adventures of a Watch; or, Time Flies and Comes Back, regia di Hardee Kirkland – cortometraggio (1913)
- The Price of the Free, regia di Hardee Kirkland – cortometraggio (1913)
- The Wheels of Fate, regia di Oscar Eagle – cortometraggio (1913)
- Around Battle Tree, regia di Oscar Eagle – cortometraggio (1913)
- The Fifth String – cortometraggio (1913)
- The Invisible Government, regia di Oscar Eagle – cortometraggio (1913)
- Our Neighbors, regia di Oscar Eagle – cortometraggio (1913)
- The Conscience Fund, regia di Francis J. Grandon – cortometraggio (1913)
- The Golden Cloud, regia di Hardee Kirkland – cortometraggio (1913)
- Life for Life, regia di Oscar Eagle – cortometraggio (1913)
- A Modern Vendetta, regia di Oscar Eagle – cortometraggio (1914)
- A Soldier of the C.S.A., regia di Marshall Farnum – cortometraggio (1914)
- Suppressed News, regia di Oscar Eagle – cortometraggio (1914)
- The Bond of Love – cortometraggio (1914))
- A Page from Yesterday – cortometraggio (1914)
- Her Ladyship, regia di Oscar Eagle – cortometraggio (1914)
- In Spite of the Evidence, regia di Walter C. Bellows – cortometraggio (1914)
- The Pirates of Peacock Alley, regia di Oscar Eagle – cortometraggio (1914)
- A Pair of Stockings, regia di Walter C. Bellows – cortometraggio (1914)
- The Estrangement, regia di Oscar Eagle – cortometraggio (1914)
- The Royal Box, regia di Oscar Eagle – cortometraggio (1914)
- The Doctor's Mistake, regia di Oscar Eagle – cortometraggio (1914)
- The Girl at His Side, regia di Oscar Eagle – cortometraggio (1914)
- The Lure of the Ladies, regia di Oscar Eagle – cortometraggio (1914)
- Love vs. Pride, regia di Oscar Eagle – cortometraggio (1914)
- Pioneer Days, regia di Oscar Eagle – cortometraggio (1917)
- Toll of Sin, regia di Oscar Eagle – cortometraggio (1917)